# Juris Grustiņš
Juris Grustiņš (né le 22 juillet 1947 et mort en août 2006) est un athlète letton qui a concouru pour l'Union soviétique, spécialiste des courses de fond.

## Biographie
Il remporte le titre du 3 000 mètres lors des Championnats d'Europe en salle 1972, à Grenoble, en devançant dans le temps de 8 min 02 s 85 le Soviétique Yuriy Aleksashin et l'Allemand Ulrich Brugger.

### Palmarès
| Date | Compétition                    | Lieu     | Résultat | Épreuve |
| ---- | ------------------------------ | -------- | -------- | ------- |
| 1972 | Championnats d'Europe en salle | Grenoble | 1er      | 3 000 m |

### Records
| Épreuve         | Performance   | Lieu   | Date            |
| --------------- | ------------- | ------ | --------------- |
| 1 500 m         | 3 min 41 s 5  | Riga   | 30 juin 1971    |
| 3 000 m (salle) | 8 min 01 s 4  | Moscou | 1er mars 1973   |
| 5 000 m         | 13 min 34 s 2 | Moscou | 19 juillet 1971 |